# آلفا مکزیک
آلفا مکزیک (به اسپانیایی: ALFA Mexico) شرکت خوشه‌ای مکزیکی است، که از ۴ شرکت تابعه تشکیل می‌شود؛ آلپک (صنایع پتروشیمی، الیاف مصنوعی و صنایع شیمیایی)، نیماک (ساخت قطعات آلومینیمی و فولادی)، سیگما آلیمنتوس (صنایع غذایی و فراورده‌های لبنیاتی) و آلسترا (مصالح ساختمانی، تجهیزات الکترونیک و مخابرات).
ریشه‌های تأسیس شرکت آلفا به سال ۱۸۹۰ بازمی‌گردد، که ایزاک گارزا گارزا یک کارخانه آبجوسازی را در شهر مونتری راه‌اندازی نمود. این کارخانه در سال ۱۹۷۴ پایه اولیه تأسیس شرکت آلفا گردید و در حال حاضر به‌عنوان یکی از پیشروهای ساخت قطعات و لوازم آلومینیومی در جهان شناخته می‌شود. این شرکت همچنین بزرگنرین تولیدکننده ترفتالیک اسید در جهان، به‌شمار می‌آید. در حوزه محصولات غذایی نیز، شرکت آلفا بزرگترین تولیدکننده گوشت، پنیر و فراورده‌های لبنیاتی در کشور مکزیک محسوب می‌شود.
دفتر مرکزی این شرکت در شهر سن پدرو گارزا گارسیا، مکزیک قرار دارد و بخشی از سهام آن در بازارهای بورس مادرید و بورس اوراق بهادار مکزیک معامله می‌شود. شرکت آلفا مکزیک هم‌اکنون مالک ۱۰ کارخانه تولید محصولات پتروشیمی، ۷ کارخانه فولادسازی، ۶ کارخانه تولید مواد غذایی، ۲ کارخانه تولید مصالح ساختمانی، ۵ کارخانه ساخت قطعات آلومینیومی و ۷۰ مرکز توزیع کالاهای اقتصادی می‌باشد.